# Uithangbord

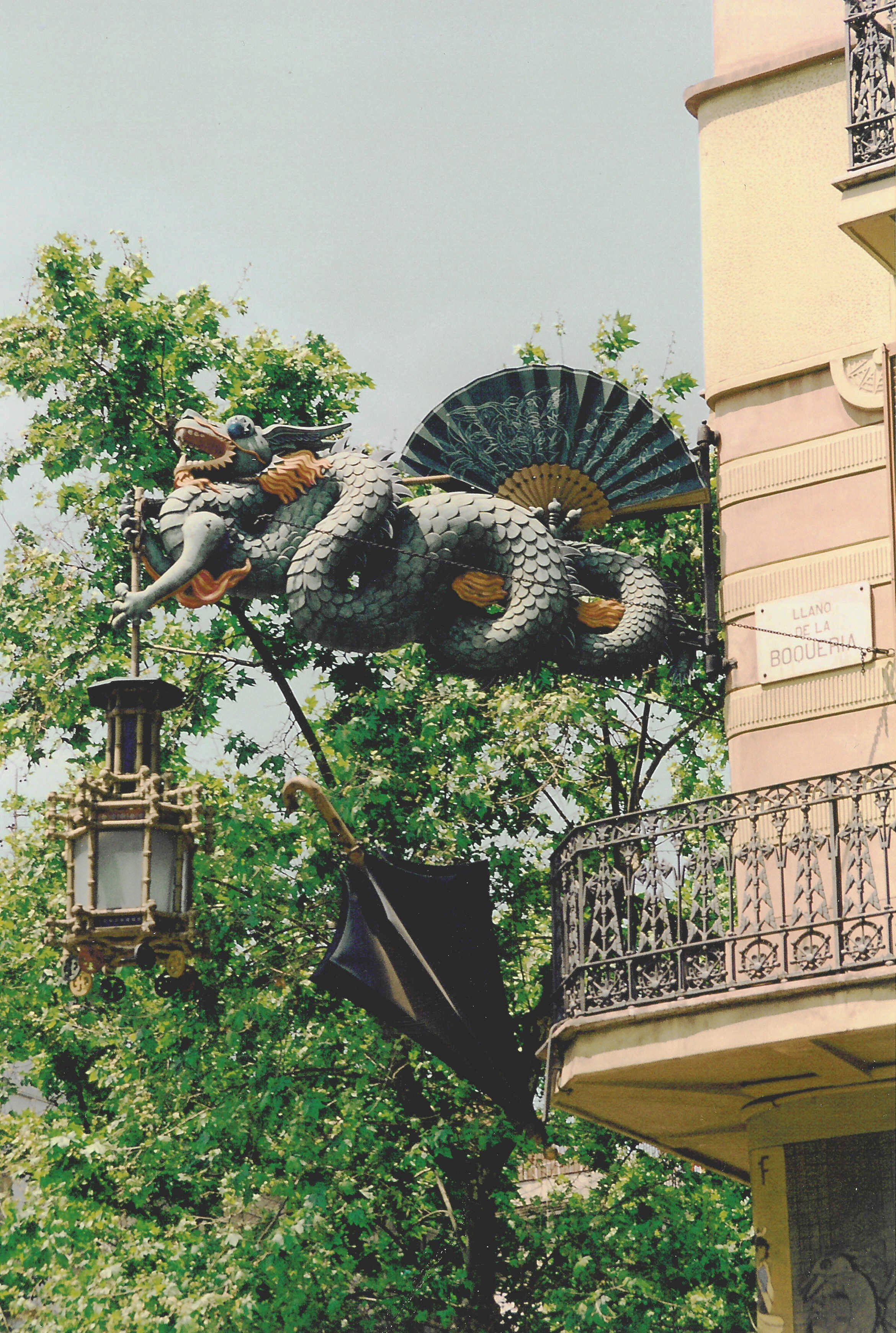
Uithangbord met een lamp, draak, waaier en paraplu (paraplu-winkel aan de Ramblas in Barcelona)

Het uithangbord is een informatiebord dat loodrecht op de gevel van bijvoorbeeld een bedrijfspand bevestigd is, zodat het goed zichtbaar is voor voorbijgangers. 
Vanouds toonde het uithangbord een afbeelding, bijvoorbeeld een schaar bij een kleermaker. Sommige branches hebben een min of meer gestandaardiseerd uithangbord, waarvan de oorsprong moeilijk te achterhalen is, zoals de gaper van een apotheek of drogist en de gespiraliseerde kapperspaal van een barbier.
Een modern uithangbord toont vaak de naam van de winkel of de branche. Vaak is het uithangbord verlicht of vervangen door neonreclame.

## Zie ook

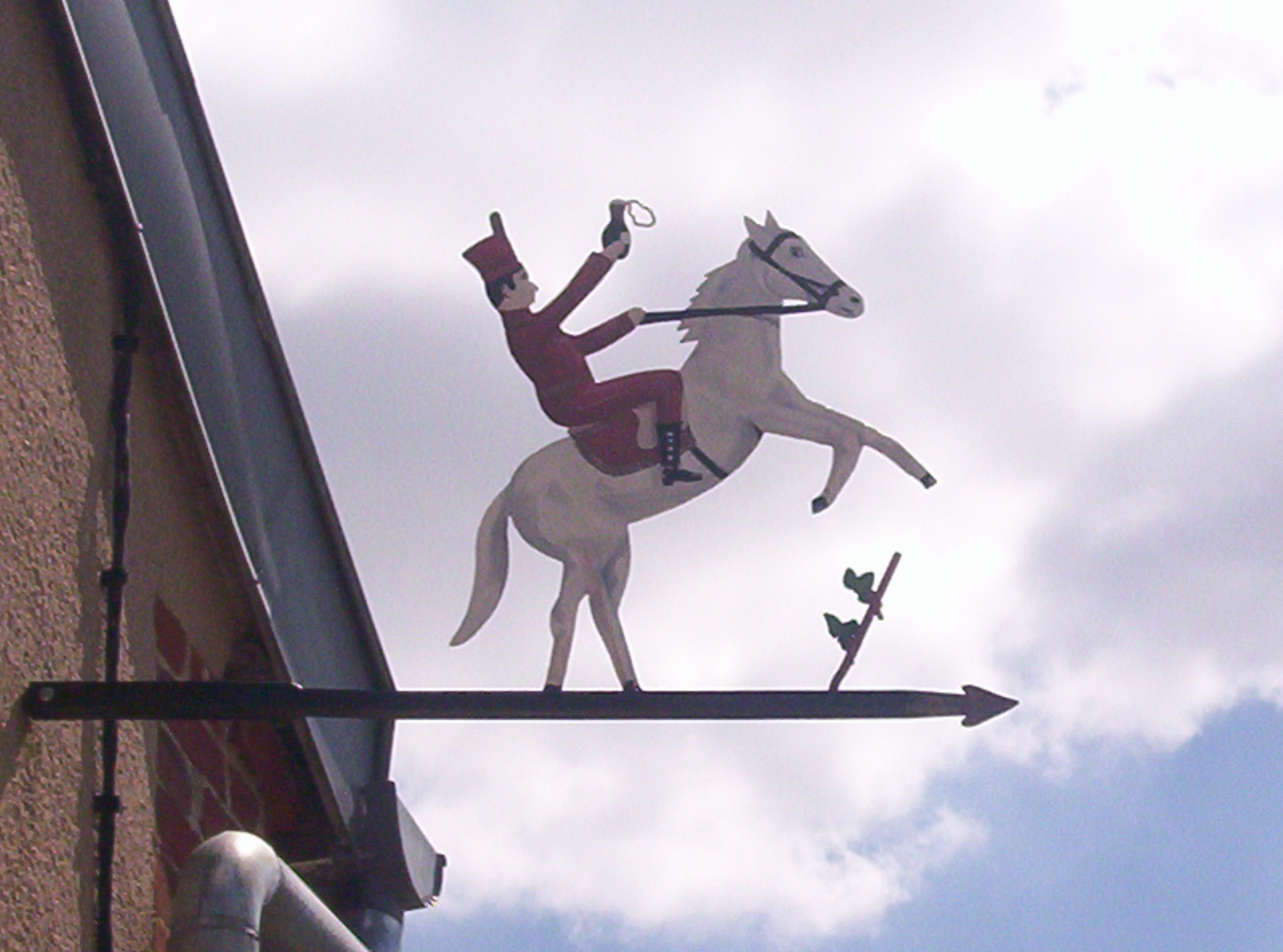
Uithangbord van een smid in Frankrijk
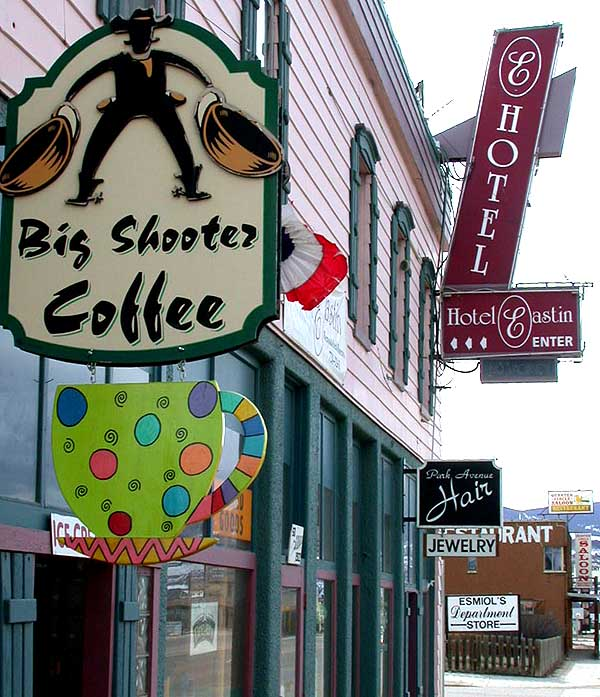
Uithangborden in Colorado
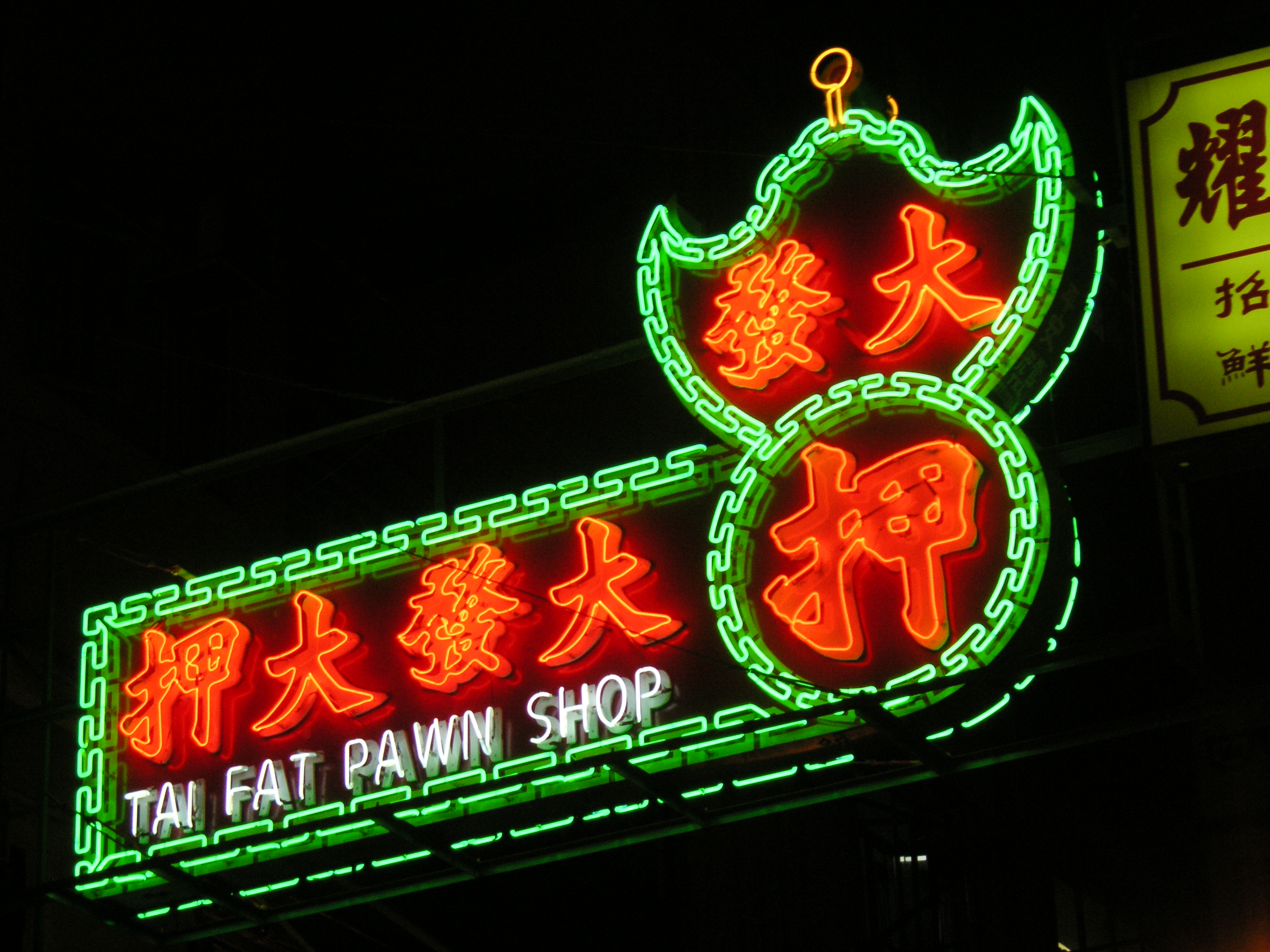
Uithangbord met neonverlichting in Hong Kong
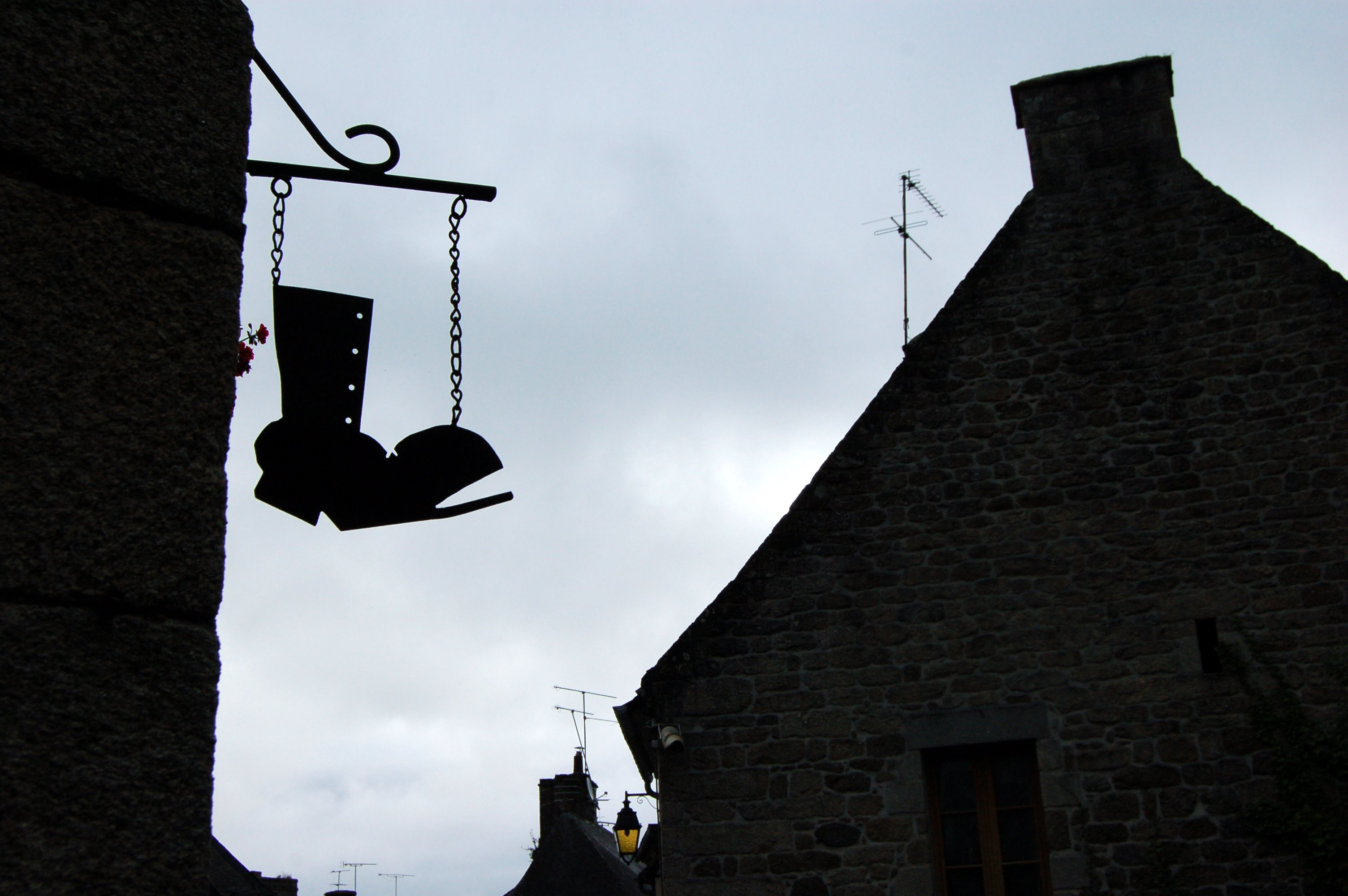
Uithangbord van een schoenmaker in Frankrijk
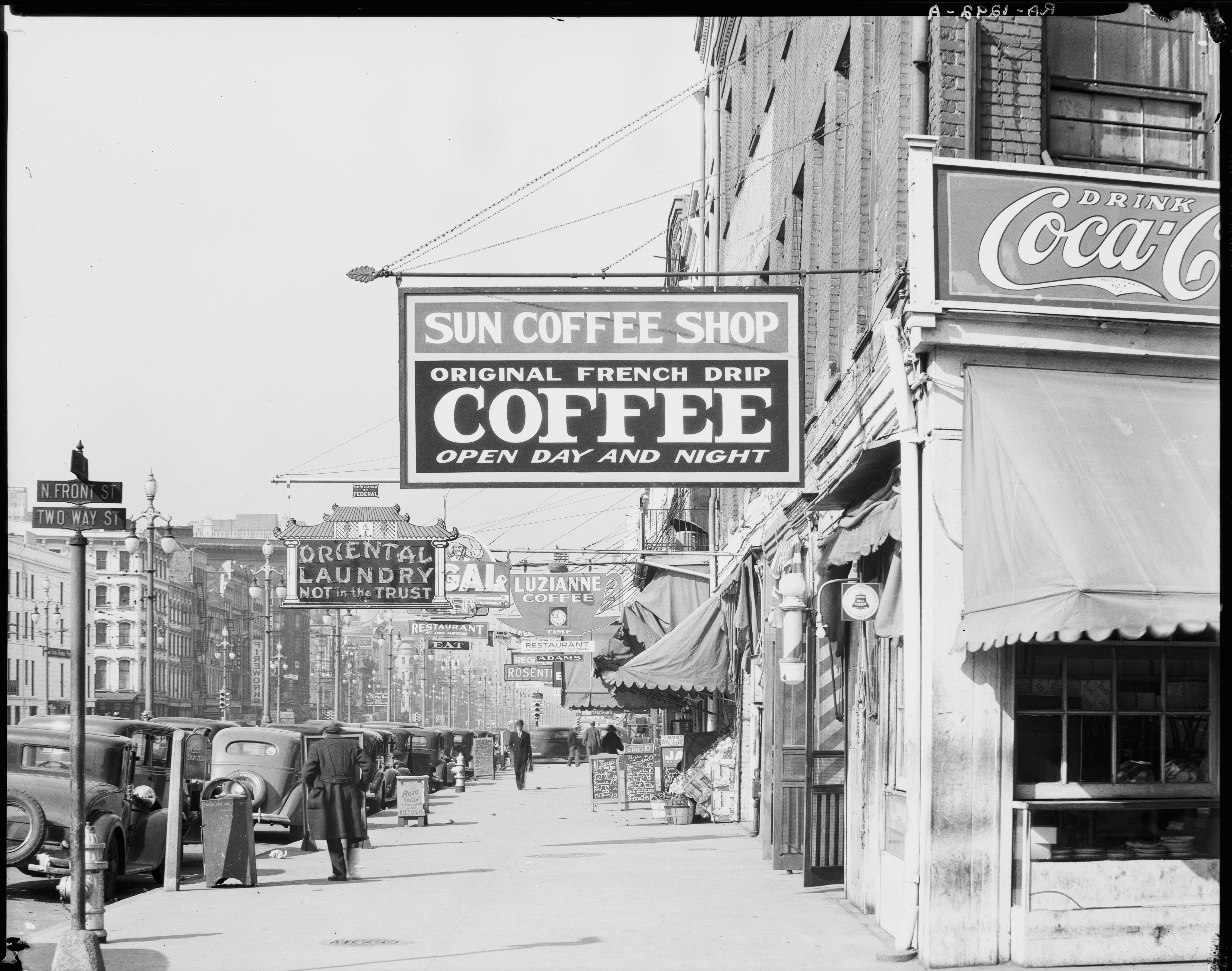
Uithangbord in Louisiana, 1935
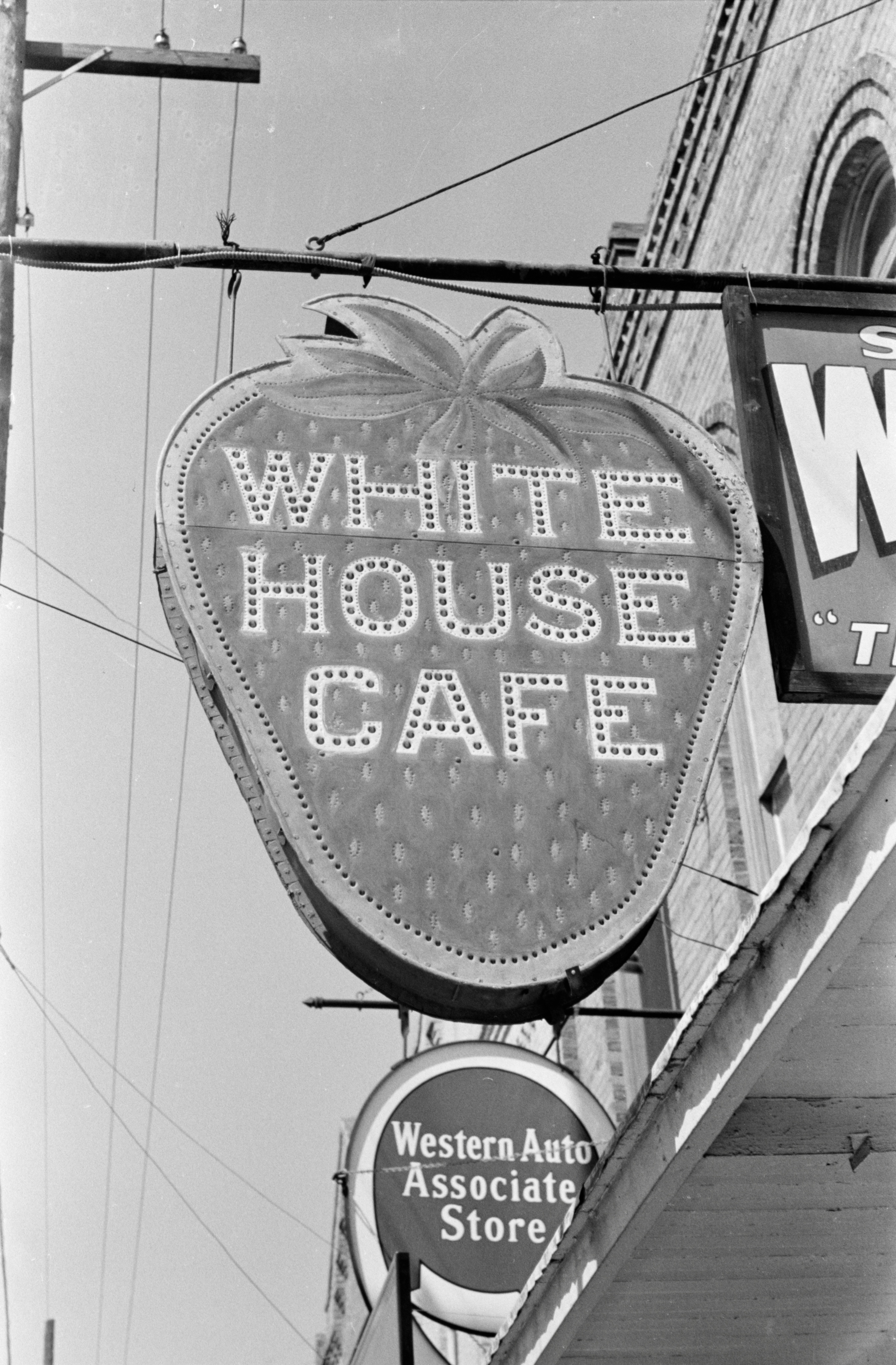
Uithangbord van een café in Louisiana, 1939
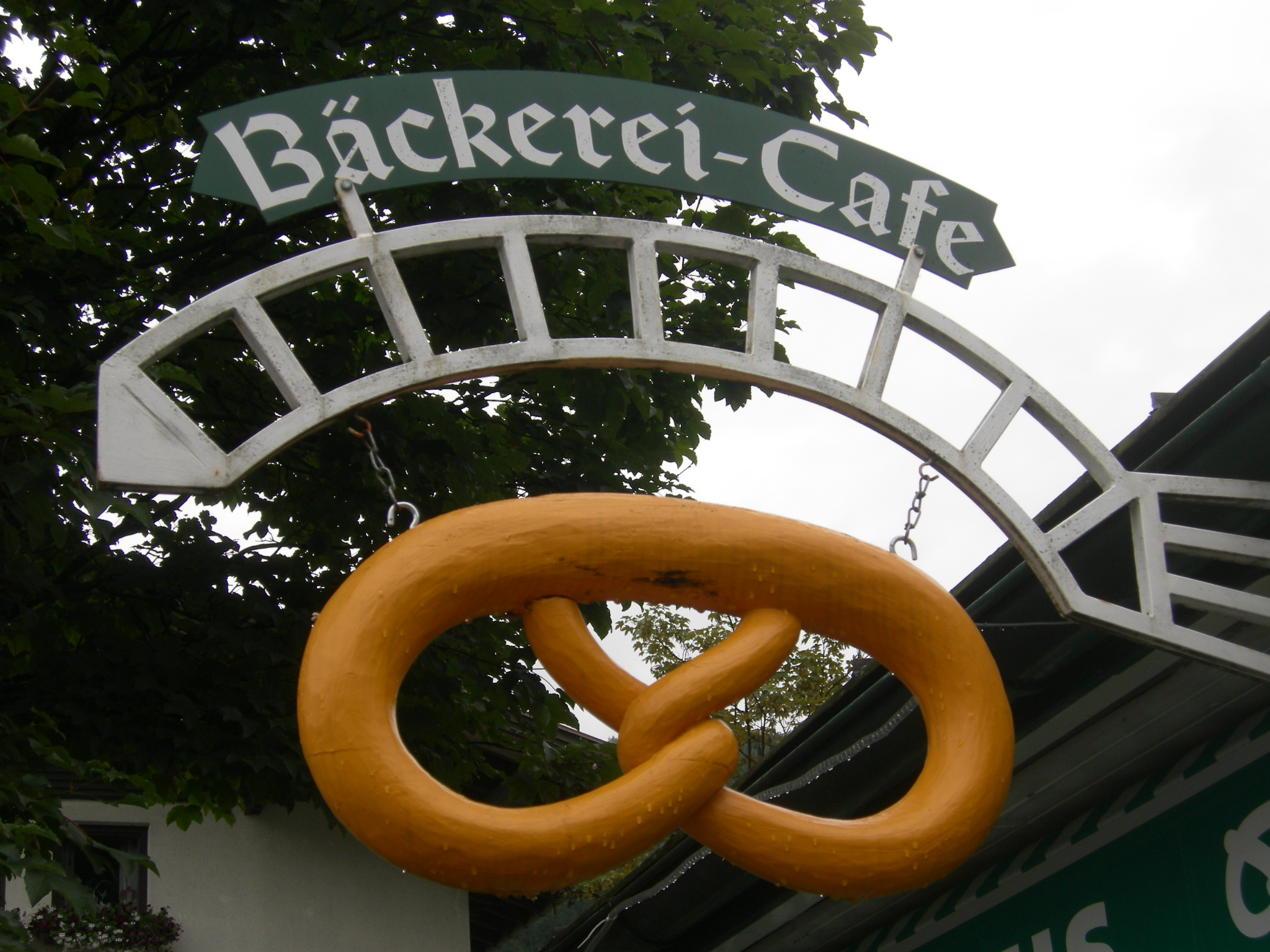
Uithangbord van een pretzel-bakkerij in Oostenrijk
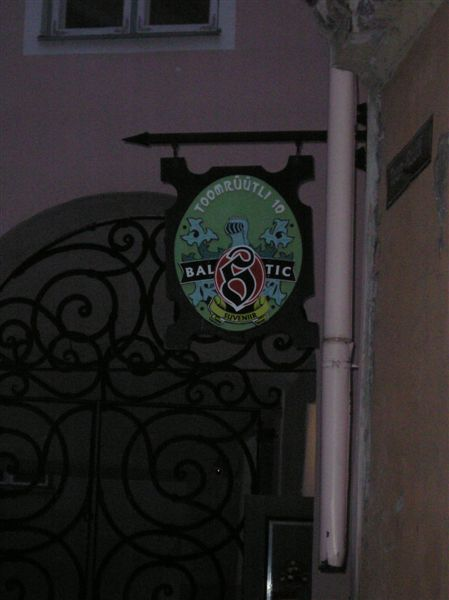
Voorbeeld van een uithangbord
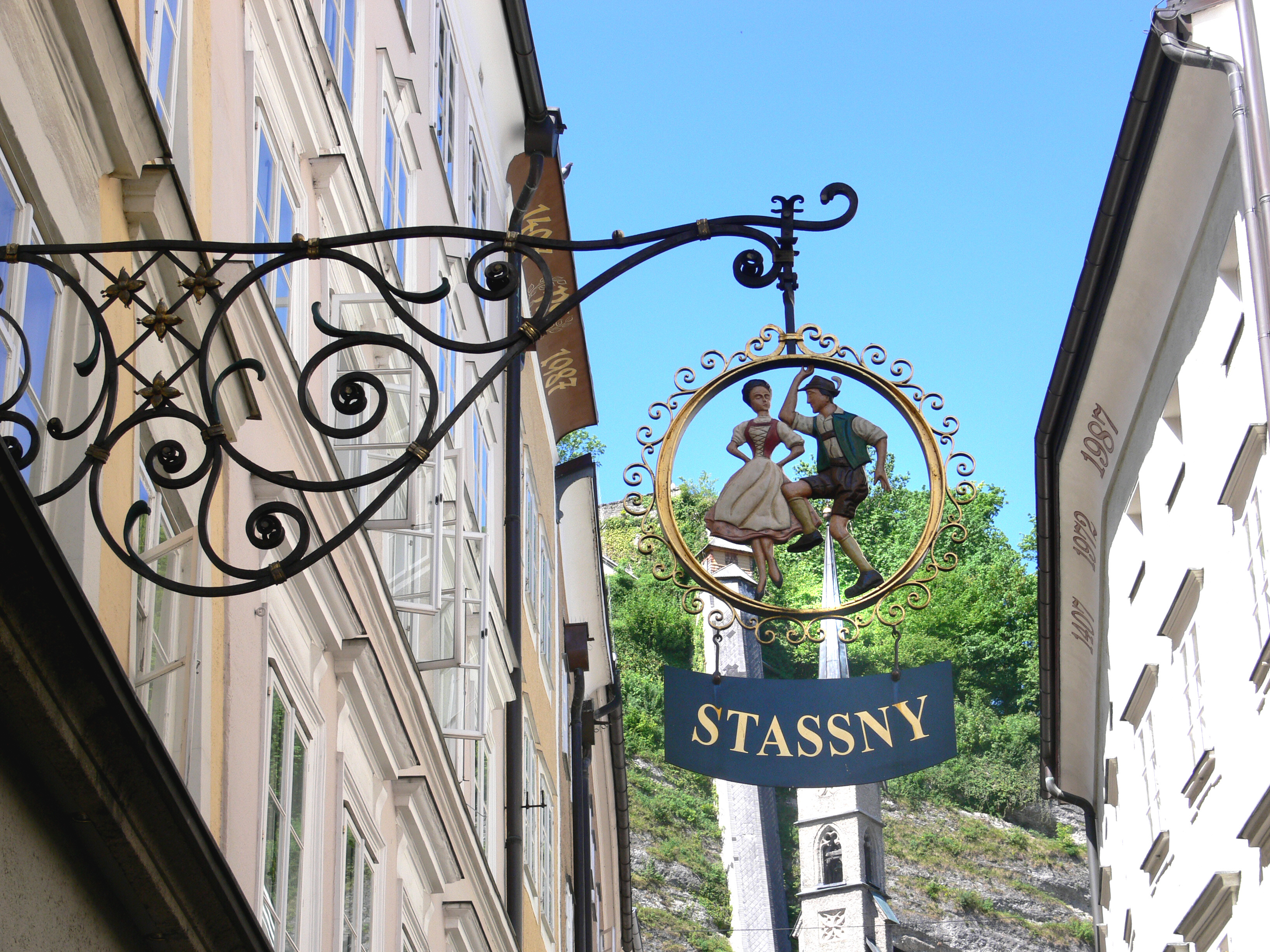
Uithangbord in Salzburg
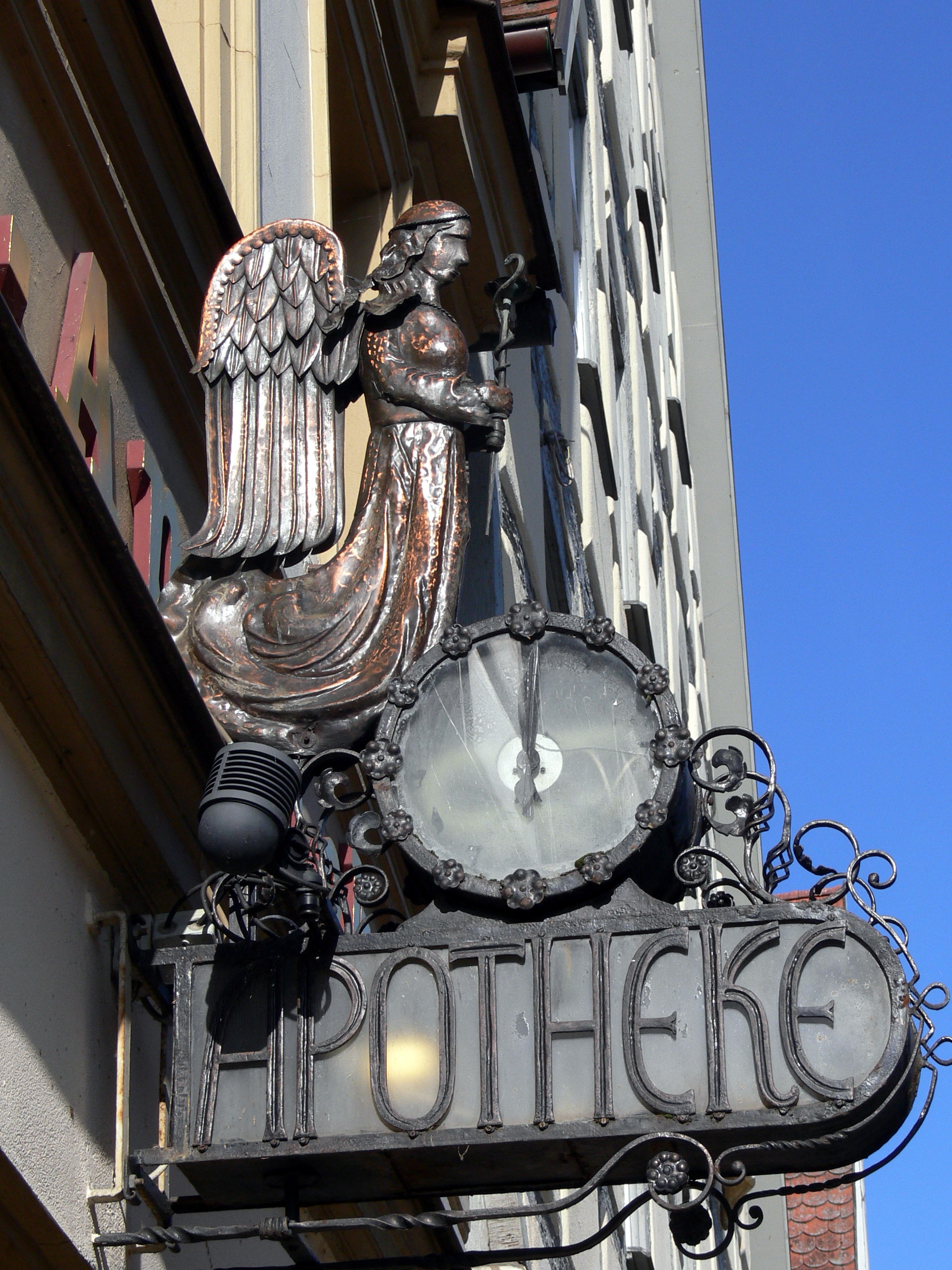
Uithangbord met een engel, apotheek in Schwabach
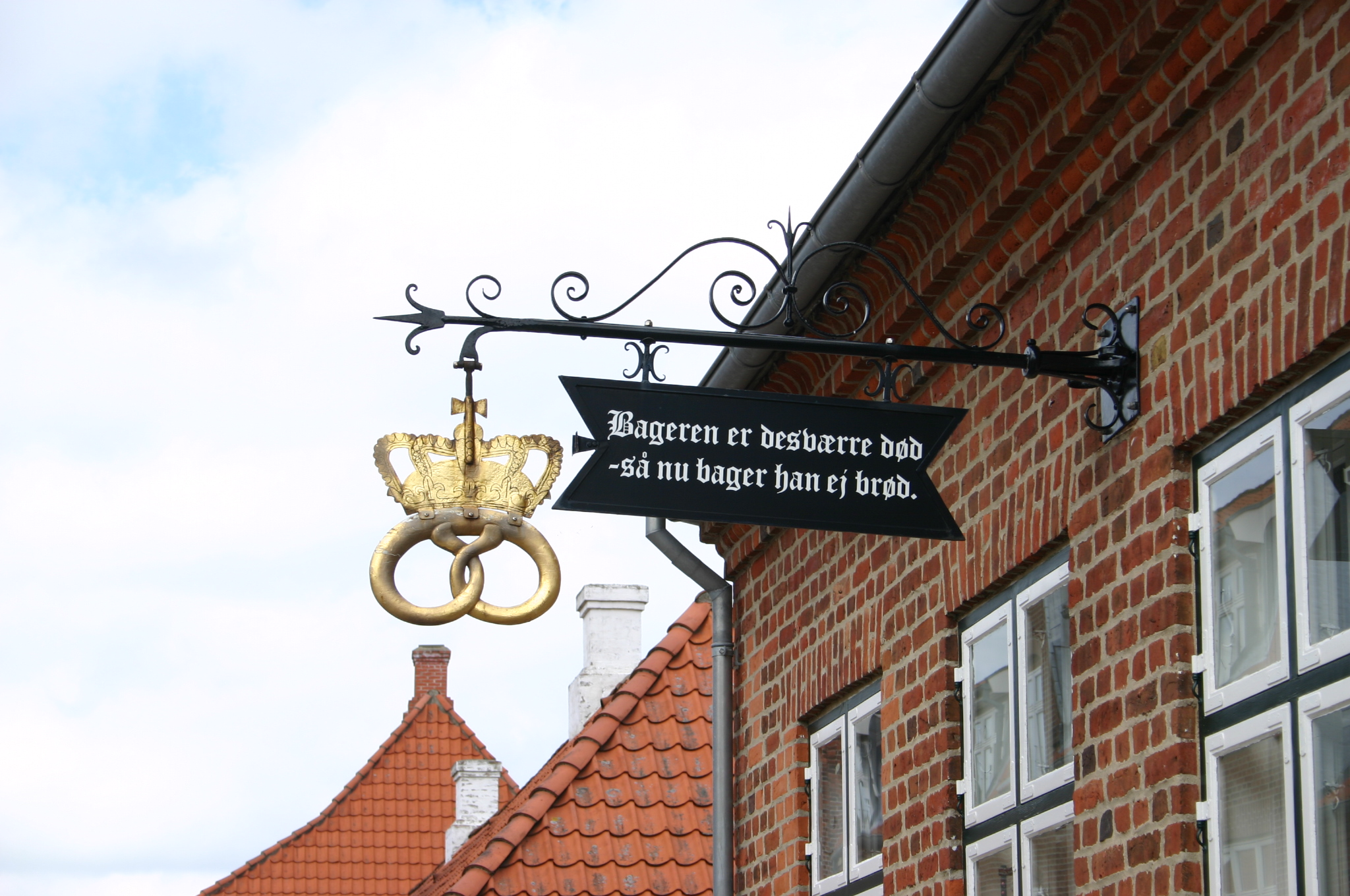
Uithangbord van een bakkerij in Denemarken
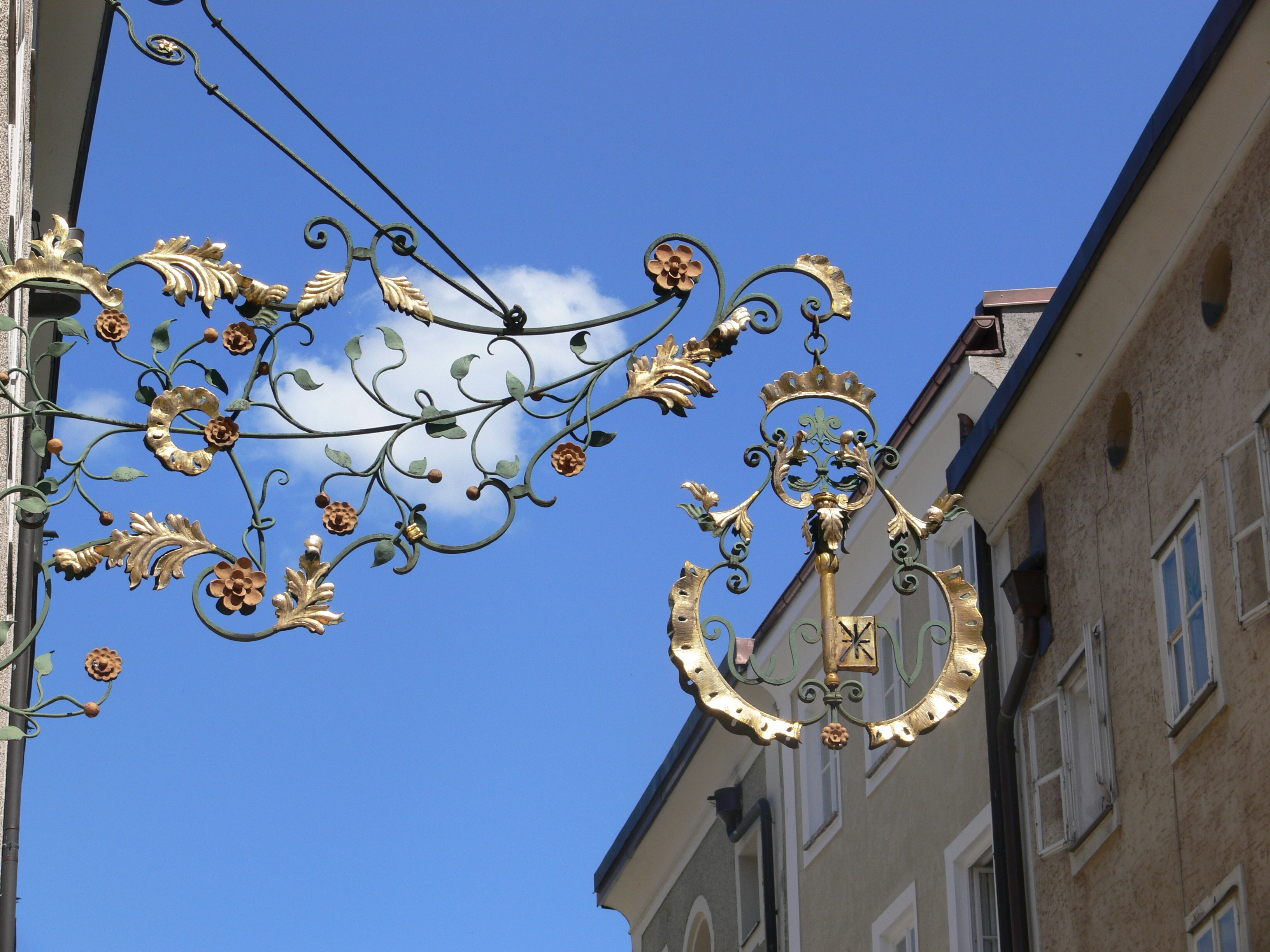
Uithangbord met een sleutel in Salzburg
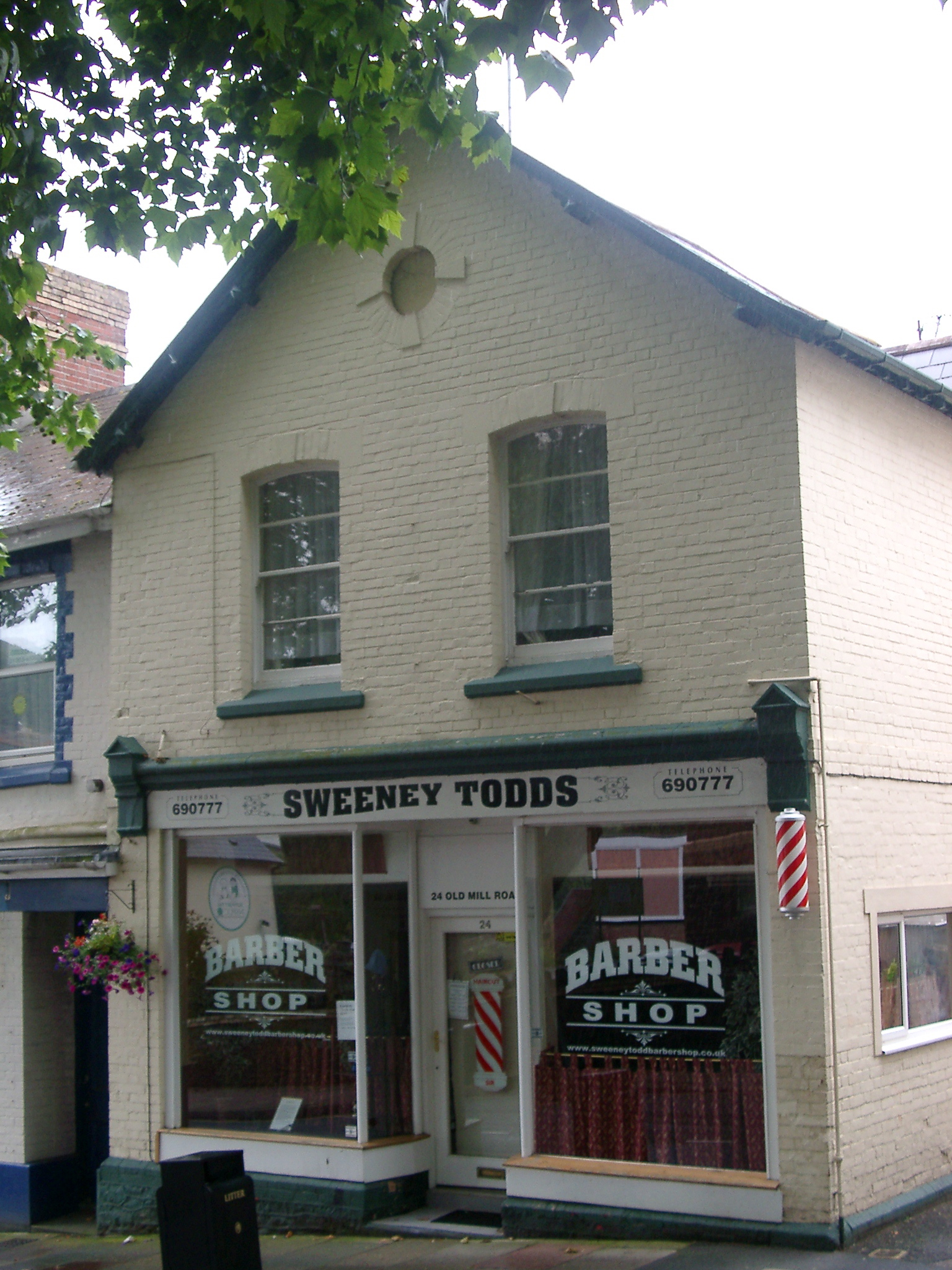
Een kapperspaal voor een kapper
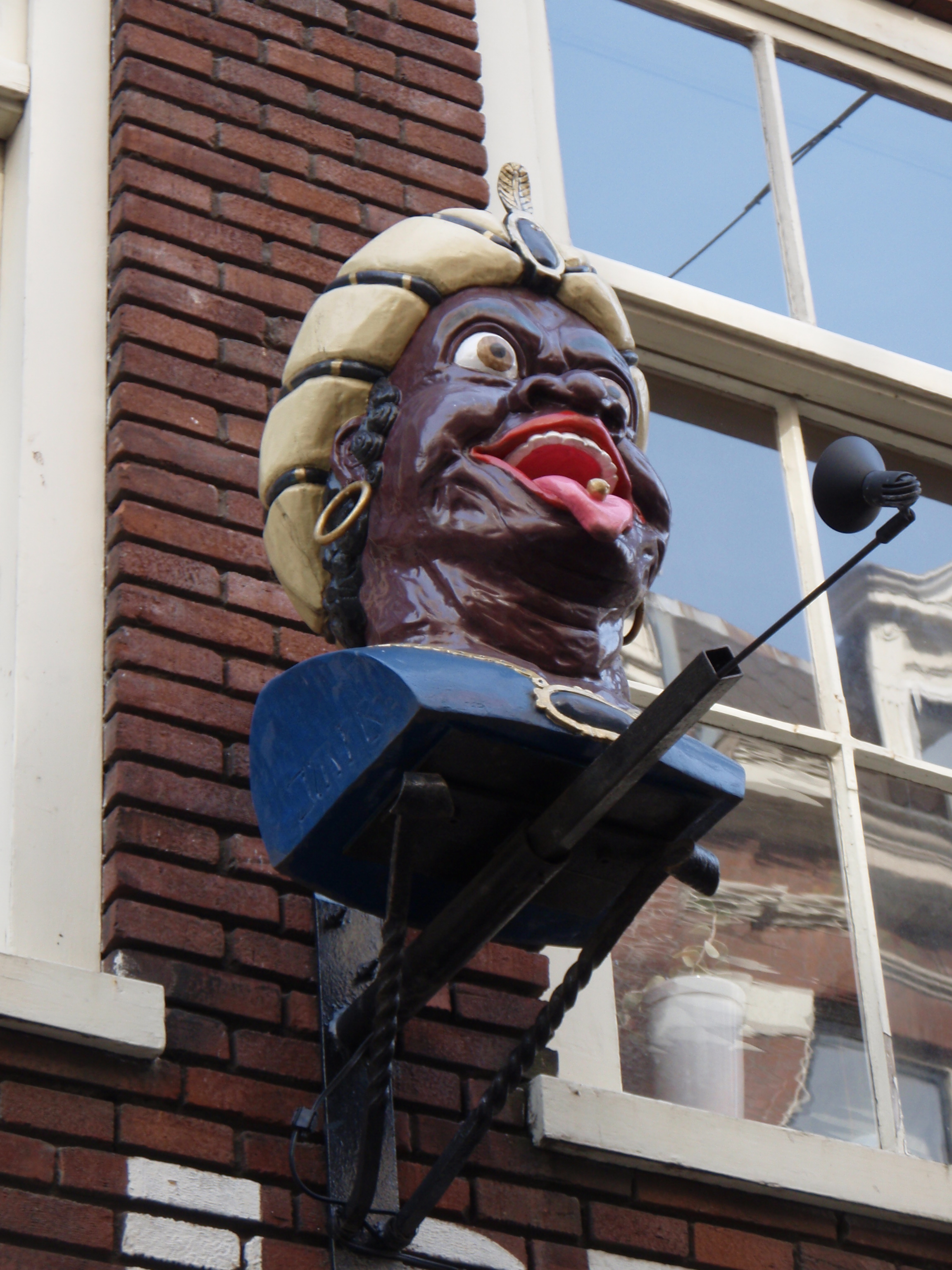
Een gaper is een specifiek soort uithangbord bij drogisterijen
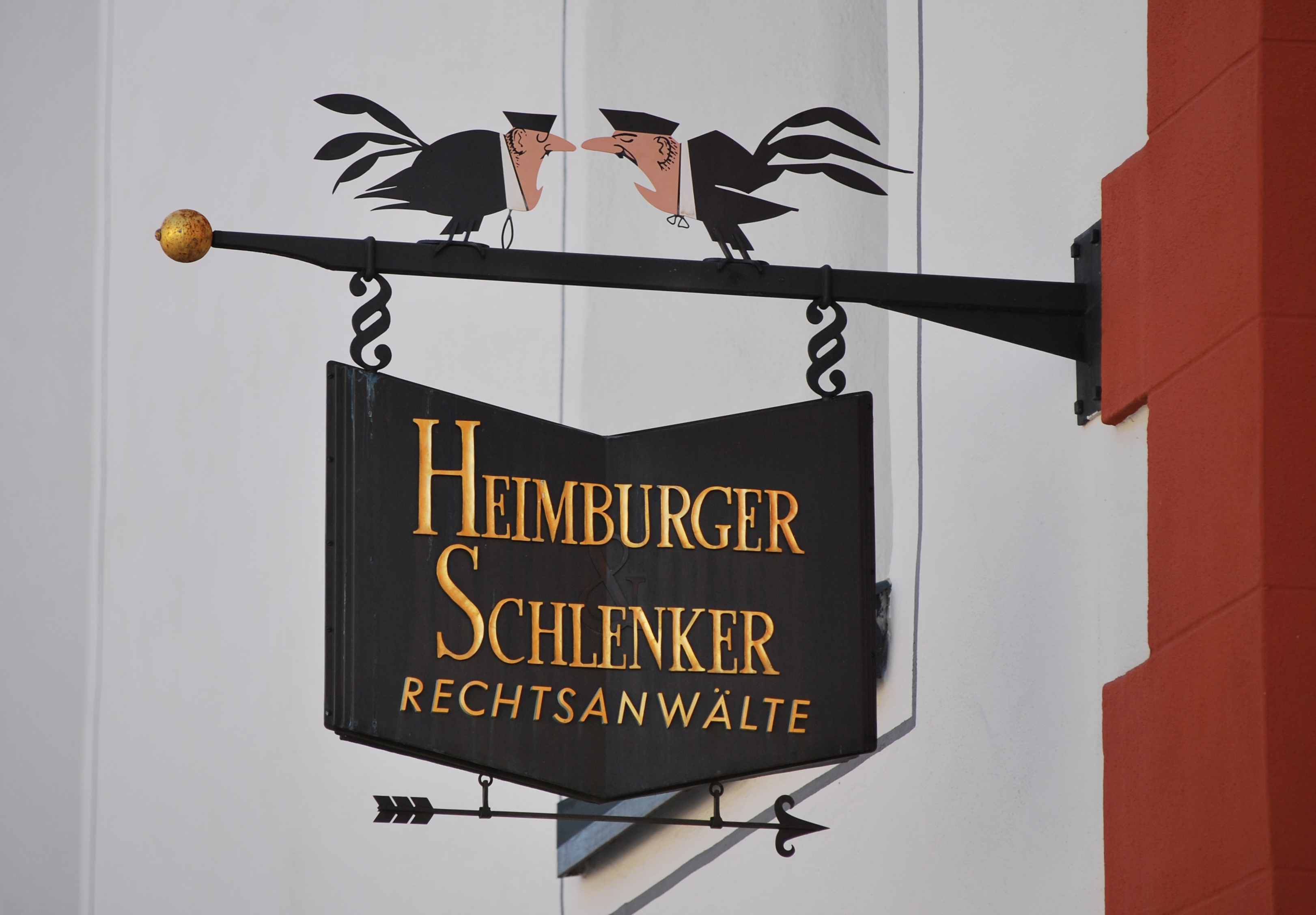
Uithangbord aan een advocatenkantoor in Duitsland
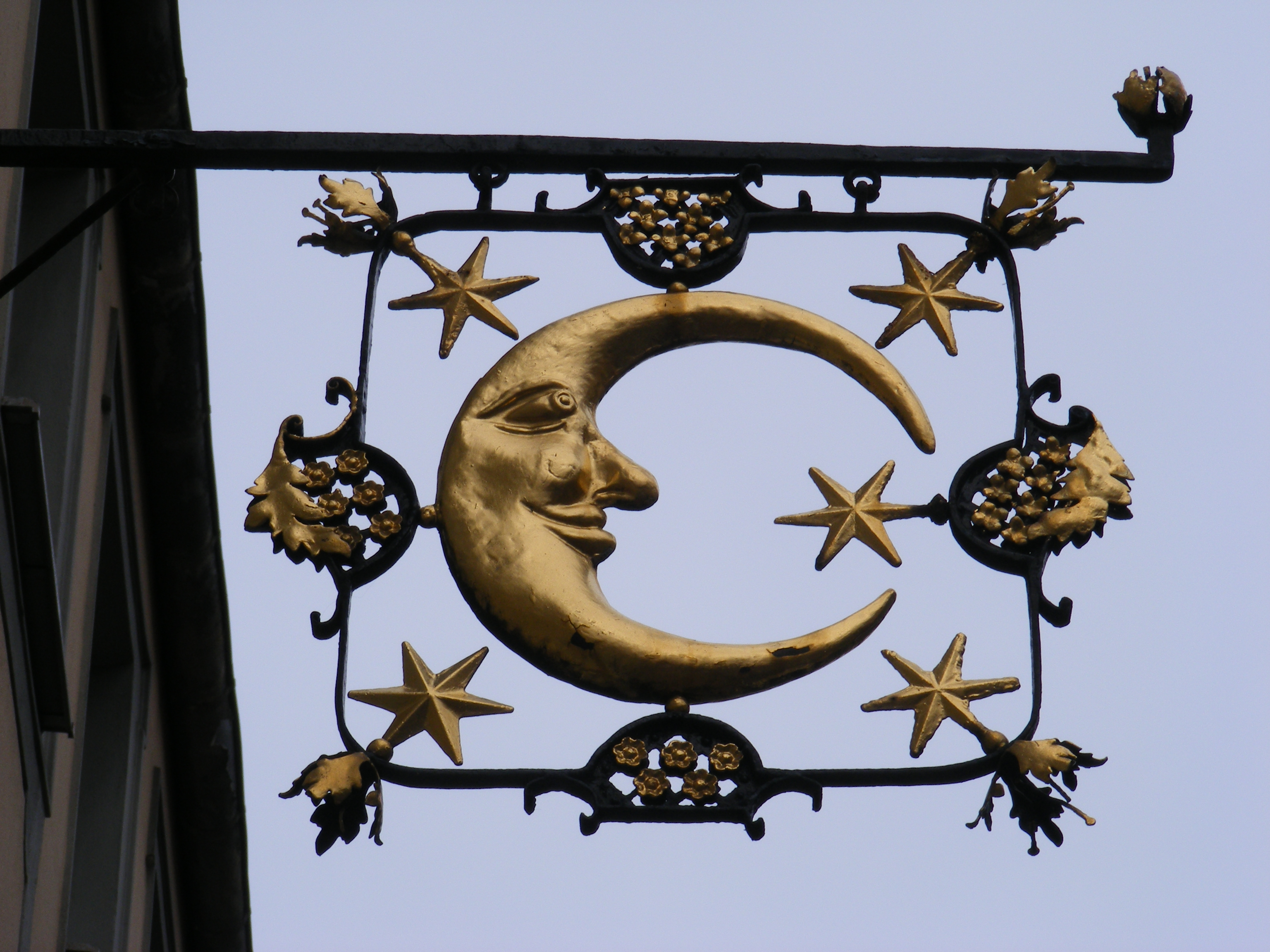
Kroeg “Haus zum halben Mond” in Fulda